# Coupe du 7-Novembre
La coupe du 7-Novembre est un tournoi international de football amical qui se joue tous les deux ans entre 1991 et 1995. Il fait partie des cérémonies de commémoration du coup d'État du 7 novembre 1987 mené par le président tunisien de l'époque, Zine el-Abidine Ben Ali. Trois éditions sont jouées en 1991, 1993 et 1995 et la Tunisie les a toutes gagnées.

## Palmarès
| 1re | 1991 | Tunisie | Tunisie | 3 - 0 | Luton Town | Stade olympique d'El Menzah | Pas de match pour la 3e place | Pas de match pour la 3e place | Pas de match pour la 3e place |
| 2e  | 1993 | Tunisie | Tunisie | 2 - 1 | Égypte     | Stade olympique d'El Menzah | Malte                         | 2 - 1                         | Gabon                         |
| 3e  | 1995 | Tunisie | Tunisie | [ 5 ] | Algérie    | Stade olympique d'El Menzah | Mauritanie                    | Mauritanie                    | Mauritanie                    |

## Tournois

### Coupe du 7-Novembre 1991
|  | Demi-finale        | Demi-finale        |         |   | Finale             | Finale             |
|  | Demi-finale        | Demi-finale        |         |   | Finale             | Finale             |
|  |                    |                    |         |   |                    |                    |
|  | 5 novembre / Tunis | 5 novembre / Tunis |         |   | 7 novembre / Tunis | 7 novembre / Tunis |
|  | 5 novembre / Tunis | 5 novembre / Tunis |         |   | 7 novembre / Tunis | 7 novembre / Tunis |
|  | Tunisie            | 8                  |         |   | 7 novembre / Tunis | 7 novembre / Tunis |
|  | Tunisie            | 8                  |         |   | 7 novembre / Tunis | 7 novembre / Tunis |
|  | Ararat Erevan      | 2                  |         |   | 7 novembre / Tunis | 7 novembre / Tunis |
|  | Ararat Erevan      | 2                  | Tunisie | 3 |                    |                    |
|  | 5 novembre / Tunis |                    | Tunisie | 3 |                    |                    |
|  |                    | Luton Town FC      | 0       |   |                    |                    |
|  | Luton Town FC      | Luton Town FC      | 0       | 1 |                    |                    |
|  | Luton Town FC      |                    |         | 1 |                    |                    |
|  | Sénégal            | 0                  |         |   |                    |                    |
|  | Sénégal            | 0                  |         |   |                    |                    |

| 5 novembre 1991 Demi-finale | Tunisie | 8–2 | Ararat Erevan | Stade olympique d'El Menzah, Tunis |  |
|                             |         |     |               |                                    |  |

| 5 novembre 1991 Demi-finale | Luton Town FC | 1–0 | Sénégal | Stade olympique d'El Menzah, Tunis |  |
|                             |               |     |         |                                    |  |

| 7 novembre 1991 Finale | Tunisie | 3–1 | Luton Town FC | Stade olympique d'El Menzah, Tunis |  |
|                        |         |     |               |                                    |  |

### Coupe du 7-Novembre 1993
|  | Demi-finale        | Demi-finale        |                        |   | Finale             | Finale             |
|  | Demi-finale        | Demi-finale        |                        |   | Finale             | Finale             |
|  |                    |                    |                        |   |                    |                    |
|  | 5 novembre / Tunis | 5 novembre / Tunis |                        |   | 7 novembre / Tunis | 7 novembre / Tunis |
|  | 5 novembre / Tunis | 5 novembre / Tunis |                        |   | 7 novembre / Tunis | 7 novembre / Tunis |
|  | Tunisie            | 4                  |                        |   | 7 novembre / Tunis | 7 novembre / Tunis |
|  | Tunisie            | 4                  |                        |   | 7 novembre / Tunis | 7 novembre / Tunis |
|  | Gabon              | 0                  |                        |   | 7 novembre / Tunis | 7 novembre / Tunis |
|  | Gabon              | 0                  | Tunisie                | 2 |                    |                    |
|  | 5 novembre / Tunis |                    | Tunisie                | 2 |                    |                    |
|  |                    | Égypte             | 1                      |   |                    |                    |
|  | Égypte             | Égypte             | 1                      | 3 |                    |                    |
|  | Égypte             |                    |                        | 3 |                    |                    |
|  | Malte              | 0                  |                        |   |                    |                    |
|  | Malte              | 0                  | Match pour la 3e place |   |                    |                    |
|  |                    |                    |                        |   |                    |                    |
|  | 7 novembre / Tunis |                    |                        |   |                    |                    |
|  |                    |                    |                        |   |                    |                    |
|  | Malte              | 2                  |                        |   |                    |                    |
|  | Malte              | 2                  |                        |   |                    |                    |
|  | Gabon              | 1                  |                        |   |                    |                    |
|  | Gabon              | 1                  |                        |   |                    |                    |

| 5 novembre 1993 Demi-finale | Tunisie | 4–0 | Gabon | Stade olympique d'El Menzah, Tunis |  |
|                             |         |     |       |                                    |  |

| 5 novembre 1993 Demi-finale | Malte | 3–0 | Gabon | Stade olympique d'El Menzah, Tunis |  |
|                             |       |     |       |                                    |  |

| 7 novembre 1993 Match pour la 3e place | Malte | 2–1 | Gabon | Stade olympique d'El Menzah, Tunis |  |
|                                        |       |     |       |                                    |  |

| 7 novembre 1993 Finale | Tunisie | 2–1 | Égypte | Stade olympique d'El Menzah, Tunis |  |
|                        |         |     |        |                                    |  |

### Coupe du 7-Novembre 1995
| Rang | Équipe     | Pts | J | G | N | P | Bp | Bc | Diff |
| ---- | ---------- | --- | - | - | - | - | -- | -- | ---- |
| 1    | Tunisie    | 6   | 2 | 2 | 0 | 0 | 4  | 1  | +3   |
| 2    | Algérie    | 3   | 2 | 1 | 0 | 1 | 4  | 1  | +3   |
| 3    | Mauritanie | 0   | 2 | 0 | 0 | 2 | 1  | 6  | -5   |

     Vainqueur
| 3 novembre 1995 | Algérie                                                   | 4–0 | Mauritanie | Stade olympique d'El Menzah             |                                         |
|                 | Zekri 24e · Dahleb 42e · Meftah 53e · Belatoui 74e (pen.) |     |            | Spectateurs : 10 000 Arbitrage : Nouira | Spectateurs : 10 000 Arbitrage : Nouira |
|                 | Rapport                                                   |     |            | Spectateurs : 10 000 Arbitrage : Nouira | Spectateurs : 10 000 Arbitrage : Nouira |

| 5 novembre 1995 | Tunisie                      | 2–0 | Algérie | Stade olympique d'El Menzah                      |                                                  |
|                 | Sellimi 13e · Ben Hassen 56e |     |         | Spectateurs : 20 000 Arbitrage : Lassana Gassama | Spectateurs : 20 000 Arbitrage : Lassana Gassama |
|                 | Rapport                      |     |         | Spectateurs : 20 000 Arbitrage : Lassana Gassama | Spectateurs : 20 000 Arbitrage : Lassana Gassama |

| 7 novembre 1995 | Tunisie                        | 2–1 | Mauritanie | Stade olympique d'El Menzah                     |                                                 |
|                 | Ben Hassen 1re · Bouzaiene 29e |     | Sidibe 52e | Spectateurs : 5 000 Arbitrage : Boucif Lazzouni | Spectateurs : 5 000 Arbitrage : Boucif Lazzouni |
|                 | Rapport                        |     |            | Spectateurs : 5 000 Arbitrage : Boucif Lazzouni | Spectateurs : 5 000 Arbitrage : Boucif Lazzouni |

## Statistiques
| Team          | 1991 | 1993 | 1995 |
| ------------- | ---- | ---- | ---- |
| Tunisie       | 1    | 1    | 1    |
| Luton Town    | 2    | ×    | ×    |
| Égypte        | ×    | 2    | ×    |
| Malte         | ×    | 3    | ×    |
| Gabon         | ×    | 4    | ×    |
| Algérie       | ×    | ×    | 2    |
| Mauritanie    | ×    | ×    | 3    |
| Sénégal       | DF   | ×    | ×    |
| Ararat Erevan | DF   | ×    | ×    |